# Нерльская
Нерльская — деревня в Калязинском районе Тверской области. Входит в состав Нерльского сельского поселения.

## География
Находится в юго-восточной части Тверской области на расстоянии приблизительно 19 км на юг-юго-восток по прямой от районного центра города Калязин на левом берегу реки Нерль.

## История
Была отмечена на карте 1825 года. В 1859 году здесь (тогда деревня Калязинского уезда Тверской губернии) было учтено 13 дворов, в 1941 — 25, в 1978 —13 .

## Население
Численность населения: 96 человек (1859 год), 14 (русские 100 %) в 2002 году, 10 в 2010.